# Kristineberg (naturreservat)
Kristineberg är ett naturreservat i Motala kommun i Östergötlands län.
Området är naturskyddat sedan 2011 och är 36 hektar stort. Reservatet omfattar en mängd sprickdalar, Reservatet består av granskog och sumpskog. 